# James Charlemagne Dormer

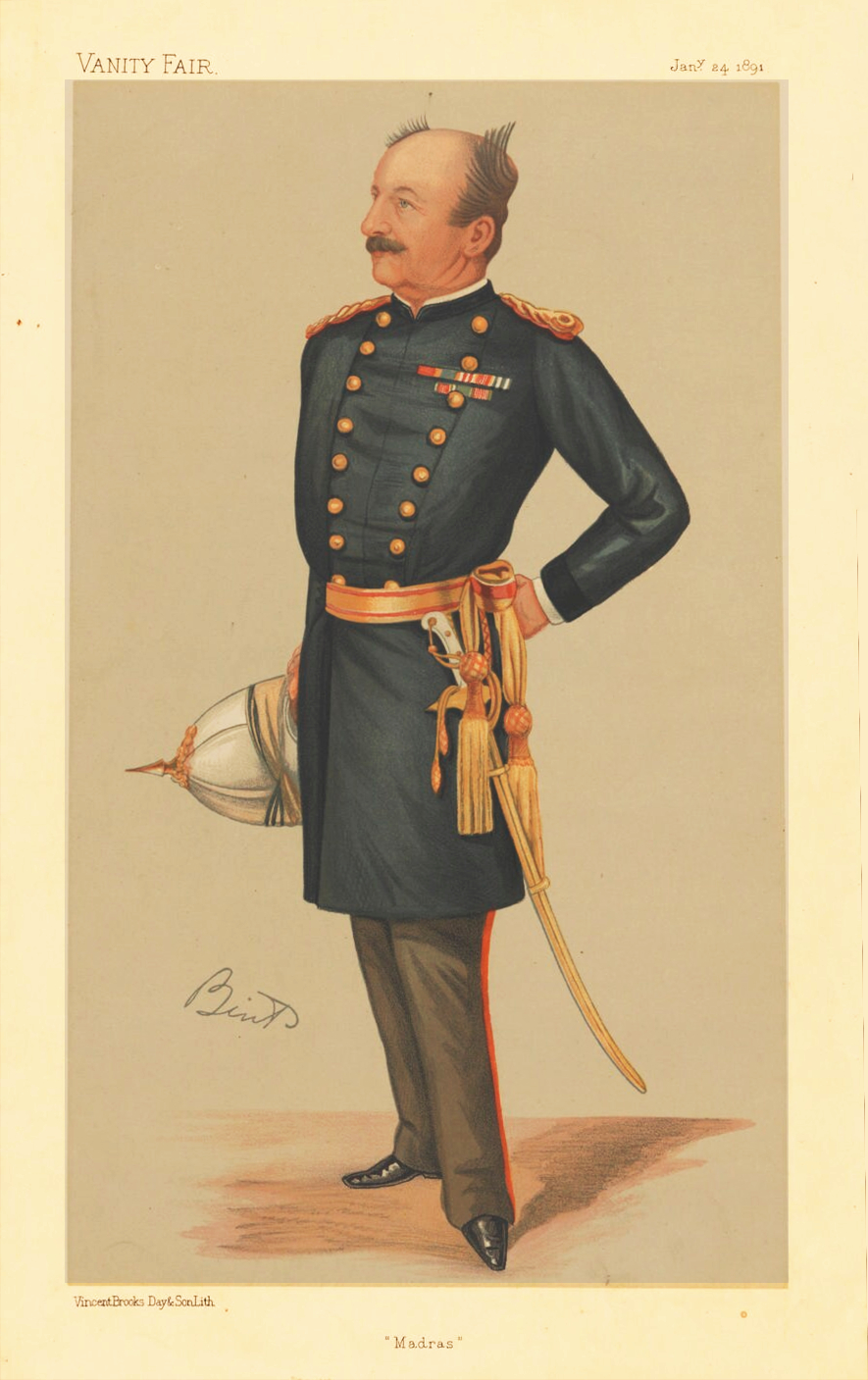
Sir James Charlemagne Dormer in einer Karikatur in der Zeitschrift Vanity Fair (24. Januar 1891).

Sir James Charlemagne Dormer, KCB (* 26. Januar 1834; † 3. Mai 1893) war ein britischer Offizier der British Army, der zuletzt als Generalleutnant von 1891 bis 1893 Oberkommandierender der Madras Army war.

## Leben

### Familiäre Herkunft und Beginn der Offizierslaufbahn
James Charlemagne Dormer war der zweitälteste Sohn von fünf Kindern von Joseph Thaddeus Dormer, 11. Baron Dormer und dessen Ehefrau Elizabeth Anne Tichborne. Sein älterer Bruder John Baptist Joseph Dormer erbte beim Tod des Vaters 1861 den Titel als 12. Baron Dormer. Sein Großvater väterlicherseits war der General in österreichischen Diensten Hon. John Dormer (1730–1795), während sein Großvater väterlicherseits Sir Henry Joseph Tichborne, 8. Baronet war.
Dormer selbst trat am 12. Mai 1853 als Ensign des 13th (1st Somersetshire) (Prince Albert's Light Infantry) Regiment of Foot in die British Army ein und wurde am 18. August 1854 zum Lieutenant befördert. Er wurde am 10. August 1855 Regimentsadjutant des 13th Regiment of Foot sowie am 15. März 1859 zum Captain und am 14. Juni 1859 zum Major befördert. Am 15. Februar 1861 wurde er Assistierender Generaladjutant der Truppen in China (Assistant-Adjutant-General to the Forces serving in China). Er wurde am 21. August 1870 in den Brevet-Rang eines Lieutenant-Colonel befördert. Er diente als Assistent des Kommandeurs sowie als Generalquartiermeister des Militärbezirks Südost (Assistant and Quartermaster-General, South Eastern District) und wurde am 21. August 1875 zum Colonel befördert. Er war danach Assistierender Adjutant und Generalquartiermeister der Truppen in Zypern (Assistant-Adjutant and Quartermaster-General at Cyprus) und wurde im Anschluss am 16. November 1878 Stellvertretender Adjutant und Generalquartierminister der Truppen in Malta (Deputy Adjutant and Quartermaster-General at Malta).

### Anglo-Ägyptischer Krieg und Aufstieg zum Generalleutnant
Am 24. Mai 1881 wurde James Dormer zum Companion des Order of the Bath (CB) ernannt. Während des Anglo-Ägyptischen Krieges von Juli bis September 1882 war er Chef des Stabes der Besatzungsarmee und wurde am 17. November 1882 zum Brigadier-General im Generalstab ernannt. Am darauf folgenden 18. November 1882 wurde ihm für seine Verdienste im Feld Brevet-Rang eines Major-General verliehen. Als Chef des Stabes der Truppen in Ägypten wurde er am 1. Juli 1884 zum Major-General im Generalstab befördert.
Im Oktober 1885 wurde Dormer Stellvertretender Generaladjutant der Hilfstruppen (Deputy Adjutant-General, Auxiliary Forces) ernannt und verblieb auf diesem Posten bis November 1886. Im Anschluss fungierte er zwischen November 1886 und Januar 1888 als Kommandeur des Militärbezirks Dublin (General Officer Commanding, Dublin District). Daraufhin kehrte er im Januar 1888 nach Ägypten zurück und fungierte als Nachfolger von General Sir Frederick Stephenson dort bis zu seiner Ablösung durch Major-General Sir Frederick Forestier-Walker im Dezember 1890 als Oberkommandierender der Truppen in Ägypten (General Officer Commanding-in-Chief, Egypt). In dieser Verwendung wurde er am 25. Mai 1889 zum Knight Commander des Order of the Bath (KCB) geschlagen, so dass er seither den Namenszusatz „Sir“ führte. In dieser Verwendung wurde er zuletzt am 11. November 1890 auch zum Lieutenant-General befördert.
Am 8. Januar 1891 wurde Dormer Mitglied des Rates des Gouverneurs der Präsidentschaft Madras in Fort St. George, Beilby Lawley, 3. Baron Wenlock. Im März 1891 löste er im März 1891 Lieutenant-General Sir Charles George Arbuthnot als Oberkommandierender der Madras-Armee (Madras Army) ab. Diesen Posten behielt er bis zu seinem Tode am 3. Mai 1893, woraufhin Lieutenant-General Sir Charles Mansfield Clarke seine Nachfolge antrat. Nach seinem Tode nach einem Angriff durch einen Tiger am 3. Mai 1893 wurde sein älterer Bruder John Dormer, 12. Baron Dormer zu einem seiner Testamentsvollstrecker bestimmt.

### Ehe und Nachkommen
James Charlemagne Dormer heiratete am 8. Oktober 1861 Ella Frances Catherine Alison, Tochter des Juristen und Historikers Sir Archibald Alison, 1. Baronet und dessen Ehefrau Elizabeth Glencairn Tytler. Aus dieser Ehe gingen zwei Söhne sowie sechs Töchter hervor.
Sein ältester Sohn Roland John Dormer (1862–1920) erbte beim Tod seines Onkels John Baptist Joseph Dormer, 12. Baron Dormer am 22. Dezember 1900 den Titel als 13. Baron Dormer. Bei dessen Tod am 9. Februar 1920 erbte sein zweitältester Sohn Charles Joseph Thaddeus Dormer (1864–1922), den Titel als 14. Baron Dormer.
Seine älteste Tochter Gwendoline Mary Dormer (1865–1942) heiratete am 16. Oktober 1883 den fast 30 Jahre älteren Montagu Bertie, 7. Earl of Abingdon. Seine zweitälteste Tochter Eveline Mary Dormer (1866–1929) heiratete am 18. Mai 1892 James Logan Stewart († 1898), einen Offizier der 7th Hussars. Seine drittälteste Tochter Mary Catherine Dormer (1867–1943) heiratete am 9. September 1891 Sir John David Rees, 1. Baronet, der zwischen 1906 und 1922 mit Unterbrechung Abgeordneter des House of Commons war. Seine drei jüngsten Töchter Ethel Mary Dormer (1870–1949), Leonie Mary Dormer (1872–1948) und Constance Mary Dormer (1874–1955) blieben unverheiratet, wobei Leonie Mary Ordensschwester wurde.

## Ehrungen
George Edward Dobson benannte 1875 die Dormer-Zwergfledermaus (Scotozous dormeri) nach Dormer.